# Імре Шенкей
Імре Шенкей (угор. Senkey Imre, нар. 21 червня 1898, Будапешт — пом. 1 жовтня 1984, Будапешт) — угорський футболіст, що грав на позиції захисника. По завершенні ігрової кар'єри — футбольний тренер.
Виступав, зокрема, за клуб МТК (Будапешт), а також національну збірну Угорщини.

## Клубна кар'єра
У дорослому футболі дебютував 1920 року виступами за команду клубу МТК (Будапешт), в якій провів сім сезонів. Був учасником команди, що 10 сезонів поспіль ставала переможцем національного чемпіонату. На його долю випало 5 останніх перемог із цієї серії. Також двічі перемагав з командою у кубку Угорщини. Разом з Імре у складі МТК в той час виступав його молодший брат Дьюла Шенкей. 
З 1927 року переважно був граючим тренером в командах, де виступав – «Керюлеті», «Кішпешті», «Хунгарії».

## Виступи за збірну
1924 року дебютував в офіційних матчах у складі національної збірної Угорщини. Протягом кар'єри у національній команді, яка тривала 5 років, провів у формі головної команди країни 6 матчів.

## Кар'єра тренера
Розпочав тренерську кар'єру, очоливши тренерський штаб клубу «Керюлеті», де був граючим тренером. В 1931 році привів команду до історичного здобутку — перемоги у Кубку країни. У фіналі «Керюлеті» з рахунком 4:1 перемогли одного з флагманів угорського футболу — «Ференцварош». Ще одну перемогу в Кубку Угорщини Імре відсвяткував в 1932 році, але уже з клубом «Хунгарія». Через рік в 1933 році став з командою срібним призером чемпіонату. Залишив клуб в 1935 році, хоча ненадовго повертався на тренерський місток «Хунгарії» у 1940 році. Загалом в чемпіонаті Угорщини Імре Шенкей провів у ролі тренера 173 матчі. 
Після Другої свотової працював в Італії. Очолював команди клубів «Фіорентіна», «Рома», «Брешія», «Модена», «Дженоа», «Новара», «Про Патрія» та «Марцотто Вальданьйо».
Останнім місцем тренерської роботи був клуб «Торіно», головним тренером команди якого Імре Шенкей був до 1960 року. Став з командою переможцем Серії В.
В 1960–1962 роках був технічним директором клубу «Брешія». В 1962–1969 роках працював на різних посадах в команді «Новара». 
Помер 1 жовтня 1984 року на 87-му році життя у місті Будапешт.
| Дата       | Місто    | Господарі      | Результат | Гості          | Турнір                   | Голи | Примітки |
| ---------- | -------- | -------------- | --------- | -------------- | ------------------------ | ---- | -------- |
| 31/08/1924 | Будапешт | Угорщина       | 4 – 0     | Польща         | товариський матч         | -    |          |
| 04/10/1925 | Будапешт | Угорщина       | 0 – 1     | Іспанія        | товариський матч         | -    | 38'      |
| 11/10/1925 | Прага    | Чехословаччина | 2 – 0     | Угорщина       | товариський матч         | -    |          |
| 08/11/1925 | Будапешт | Угорщина       | 1 – 1     | Італія         | товариський матч         | -    |          |
| 06/06/1926 | Будапешт | Угорщина       | 2 – 1     | Чехословаччина | товариський матч         | -    |          |
| 25/03/1928 | Рим      | Італія         | 4 – 3     | Угорщина       | Кубок Центральної Європи | -    |          |
| Усього     |          | Матчів         | 6         |                | Голів                    | 0    |          |